# Estación Nishi-Waseda
La estación Nishi-Waseda (西早稲田駅 Nishi-Waseda-eki?) de la Línea Fukutoshin, es operada por Tokyo Metro, y está identificada como F-11. Se encuentra ubicada en el barrio especial de Shinjuku, en la prefectura de Tokio, Japón. La estación abrió el 14 de junio de 2008.

## Otros transportes
- Toei Bus
  - Línea 86: Hacía las estaciones de Shibuya e Ikebukuro.
  - Línea 77: Hacía terminal de autobuses de Waseda y Shinjuku.
  - Línea 71: Hacía las estaciones de Kudanshita y Takadanobaba.

## Número de pasajeros
En el año fiscal 2013, la estación Nishi-Waseda era la 105a más transitada de la Red de Metro de Tokio, con una media de 32.380 pasajeros diarios.
Las estadísticas de pasajeros para años anteriores se muentran en la tabla siguiente:
| Año fiscal | Media diaria |
| ---------- | ------------ |
| 2011       | 26.535       |
| 2012       | 28.326       |
| 2013       | 32.380       |

## Sitios de interés
- Universidad de Waseda (facultad de ciencias e ingeniería)
- Colegio de mujeres Gakushuin
- Escuela secundaria Hozen
- Escuela media Nishi Shinjuku
- Parque Toyama
- Buró de bienestar social y salud pública del gobierno metropolitano de Tokio
- Teatro Globo de Tokio
- Oficina de correos de Shinjuku
- Federación japonesa de personas no videntes
- Santuario Suwa Shinjuku

## Imágenes

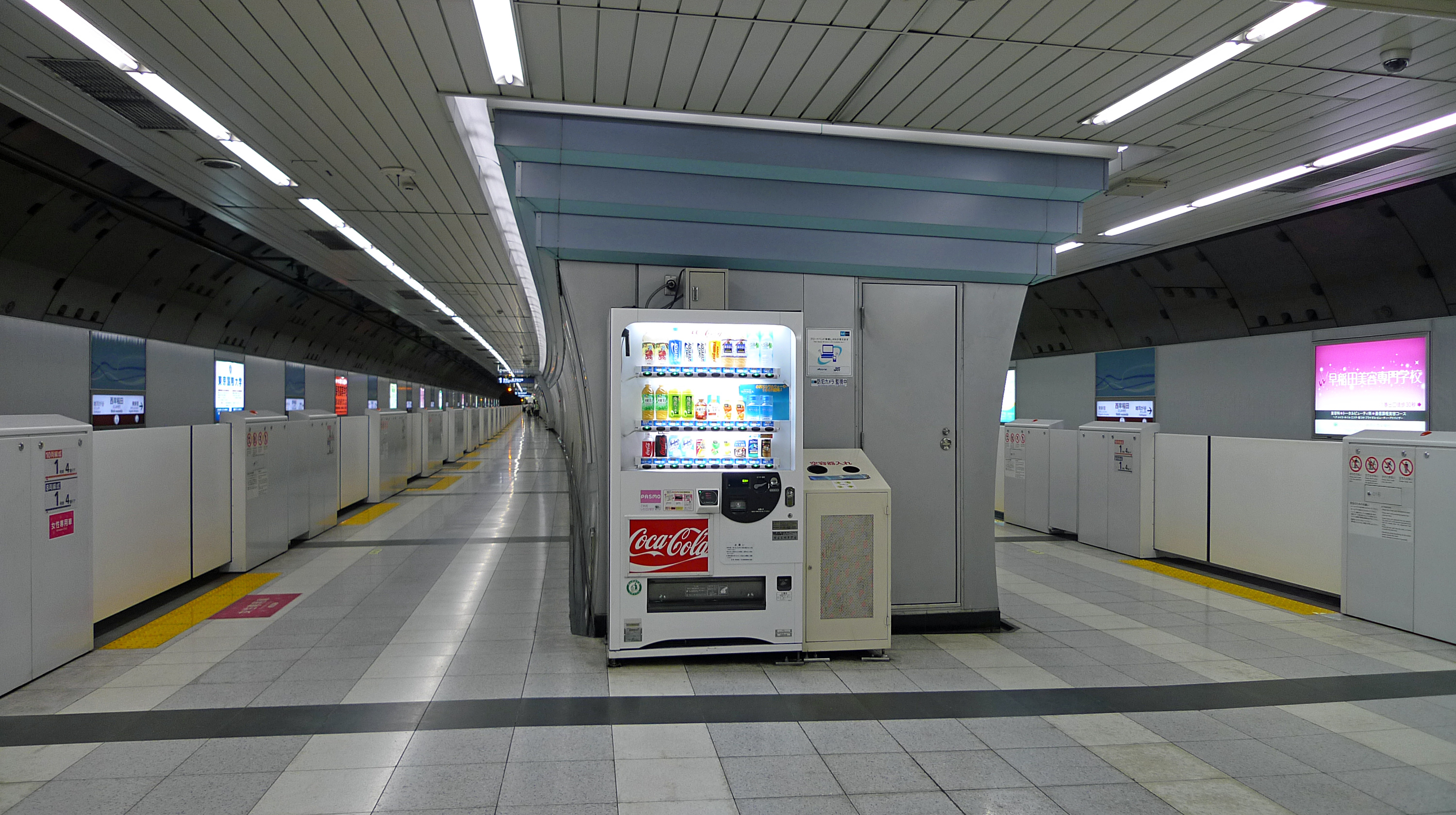
Andén de la estación
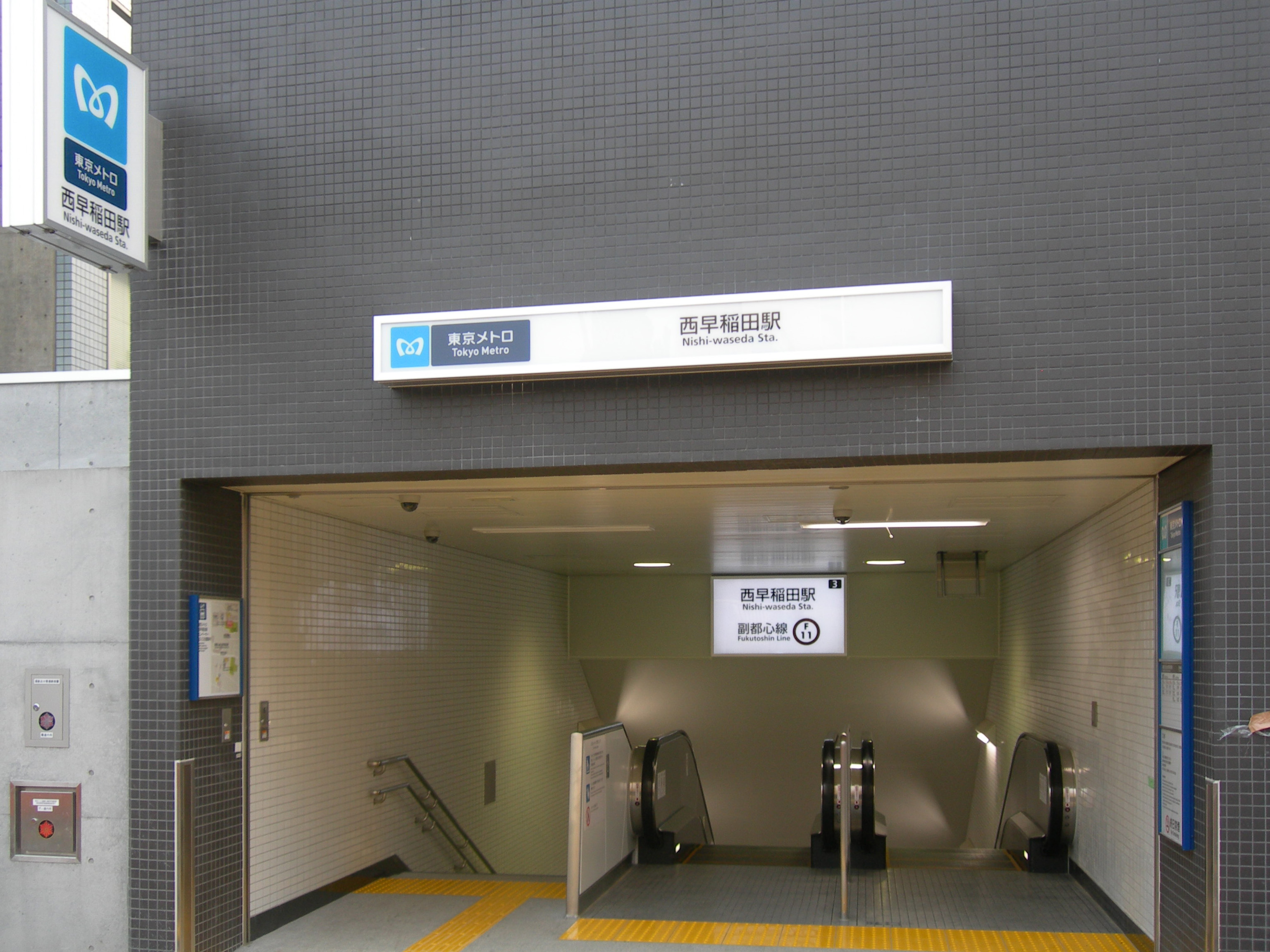
Acceso 3
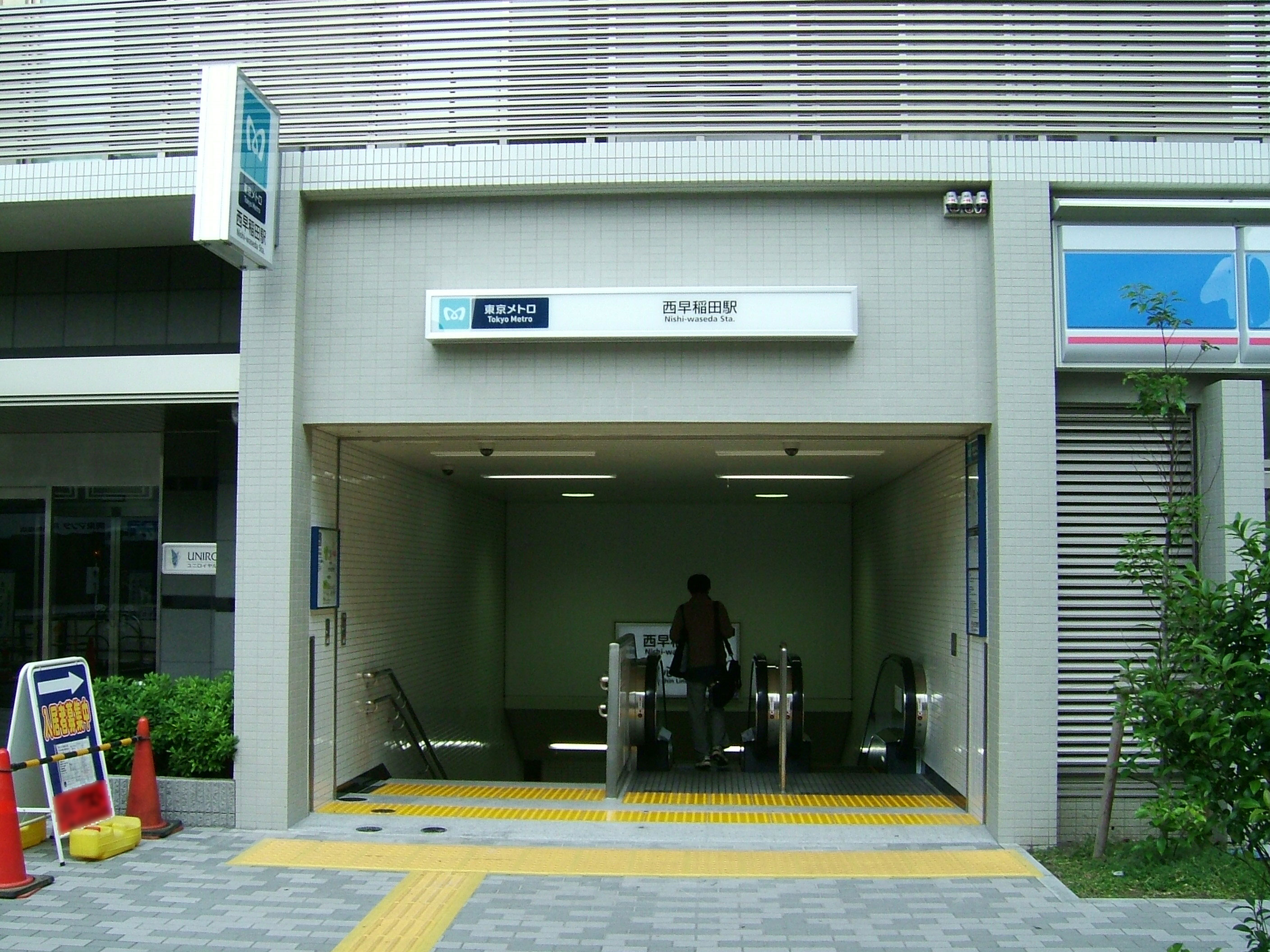
Acceso 1
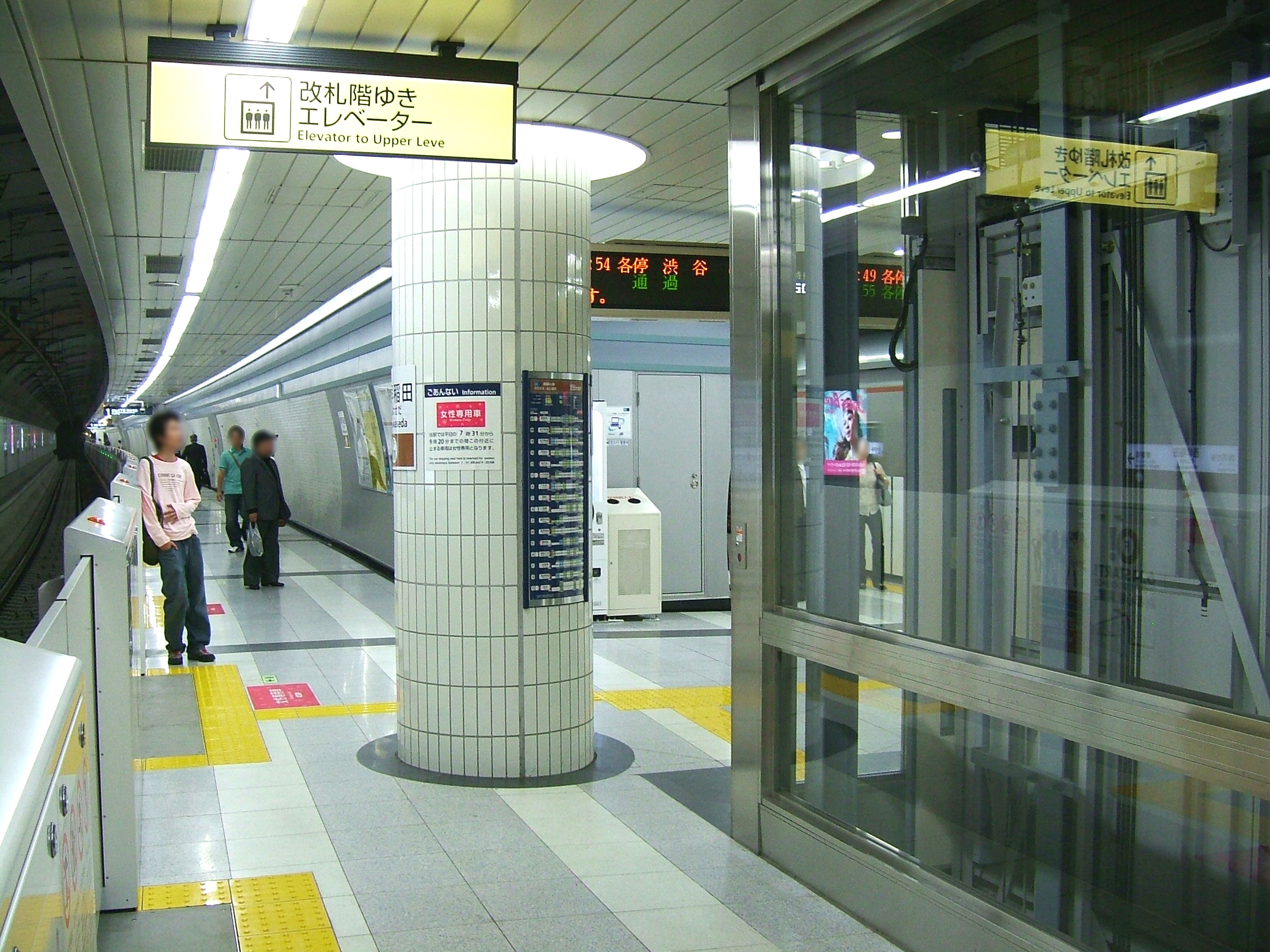
Andén de la estación